# Corine Dorland
Pour les articles homonymes, voir Dorland.
Corine Dorland, née le 30 juin 1973 à Assendelft, est une coureuse cycliste néerlandaise, spécialiste de BMX, de cyclo-cross et de VTT. Elle a notamment été vice-championne du monde de cyclo-cross en 2001 et triple championne d'Europe de BMX en 1992, 1993 et 1995.

## Palmarès en cyclo-cross
- 1997-1998
  - Amersfoort
- 1999-2000
  - Surhuisterveen
  - 2e du championnat des Pays-Bas de cyclo-cross
  - 6e du championnat du monde de cyclo-cross
- 2000-2001
  - Moergestel
  - Amersfoort
  - Boxtel
  - Woerden
  -  Médaillée d'argent du championnat du monde de cyclo-cross
  - 2e du championnat des Pays-Bas de cyclo-cross
- 2001-2002
  - Woerden
  - 2e du championnat des Pays-Bas de cyclo-cross
- 2002-2003
  - Hilversum
  - 2e du championnat des Pays-Bas de cyclo-cross
  - 4e de la coupe du monde de cyclo-cross
  - 9e du championnat du monde de cyclo-cross
- 2003-2004
  - Amersfoort

## Palmarès en VTT
- 1997
  - 2e du championnat des Pays-Bas de cross-country
- 1998
  - 3e du championnat des Pays-Bas de cross-country
- 1999
  -  Championne des Pays-Bas de cross-country
- 2000
  -  Championne des Pays-Bas de cross-country
- 2001
  -  Championne des Pays-Bas de cross-country
- 2002
  - 2e du championnat des Pays-Bas de cross-country
- 2004
  - 2e du championnat des Pays-Bas de cross-country

## Palmarès en BMX
Ci-dessous la liste des titres obtenus avec l'International Bicycle Motocross Federation (IBMXF)
- 1991
  -  Champion du monde de BMX 18 ans et plus
- 1992
  -  Champion d'Europe de BMX 18 ans et plus
- 1993
  -  Champion du monde de BMX 18 ans et plus
  -  Champion d'Europe de BMX 18 ans et plus
- 1994
  -  Champion du monde de BMX 18 ans et plus
- 1995
  -  Champion d'Europe de BMX 18 ans et plus